# لحظه انتقام
لحظه انتقام (به انگلیسی: Ticking Clock) یک فیلم معمایی، اکشن و دلهره‌آور آمریکایی محصول سال ۲۰۱۱ به کارگردانی ارنی بارباراش با بازی کوبا گودینگ جونیور و نیال مک‌دوناف است. این فیلم در تاریخ ۴ ژانویه ۲۰۱۱ به صورت فیلم ویدئویی منتشر شد.

## داستان
یک گزارشکر مقاله‌ای چاپ می‌کند در مورد قاتلی که مردم را قصابی می‌کند و خودش تحقیقات را شروع می‌کند و …

## بازیگران
- کوبا گودینگ جونیور ... لوئیس هیکس
- نیل مک‌دونا
- نیکی ایکاکس
- آستین آبرامز
- ینسی آریاس ... کارآگاه اد بکر
- دین رودز ... کارآگاه گوردون
- دانیله نیکولت ... گینا هیکس
- آدریان فرست ... ویکی ایرلینگ
- ادریک براون ... کارآگاه مدوکس
- ورونیکای بری ... فلیشیا کارسون
- شانا فارستال ... کایا پیرس
- جیمز دویمنت
- آنجلینا بروکاتو
- راس بریتز
- مایکل داردنت [۳]

## تولید
فیلمبرداری این مجموعه از ۷ فوریه تا ۱ آوریل ۲۰۱۰ در بتن‌روژ، لوئیزیانا انجام شد.